# 九龍灣公共運輸交匯處
九龍灣公共運輸交匯處（英文：Kowloon Bay Public Transport Interchange）位於九龍觀塘區九龍灣常悅道企業廣場一期地面，為一個室內坑狀公共運輸交匯處，現時有3條巴士路線及2條專線小巴路線以此為總站。

## 總站路線資料（巴士）

### 九龍巴士74B線
- 九龍灣 → 大埔中心

只限下午班次使用此站，早上班次不經此站。

### 過海隧道巴士107線
- 華貴 ↔ 九龍灣

1993年3月15日起，九龍區總站從啟業延長至九龍灣。現時提供來往九龍灣、新蒲崗、土瓜灣、紅磡、銅鑼灣、黃竹坑、香港仔、田灣的公共交通服務。

### 過海隧道巴士606X線
- 小西灣（藍灣半島） ↔ 九龍灣

於2013年12月16日配合過海隧道巴士606線服務重組而投入服務，由九巴及城巴聯合營運，途經牛頭角站、觀塘市中心、藍田站、東區海底隧道、東區走廊、筲箕灣及柴灣，只於平日上午繁忙時間提供服務。

## 總站路線資料（專線小巴）

### 九龍區專線小巴48線
- 順利 ↔ 九龍灣（企業廣場）

### 九龍區專線小巴68線
- 彩雲（豐盛街） ↔ 九龍灣（企業廣場）

## 途經路線資料（巴士）

### 過海隧道巴士606X線（特別班次）
- 啟業 → 小西灣（藍灣半島）

於2013年12月16日與正線一同投入服務，由九巴及城巴聯合營運，由啟業開出經此站後沿正線前往港島，只於平日上午繁忙時間開出兩班（0745、0805）。

## 車坑分佈
| 車坑分佈（以入口最左邊起計） | 車坑分佈（以入口最左邊起計） | 車坑分佈（以入口最左邊起計）     |
| 車坑編號                     | 車坑數目                     | 路線                             |
| ---------------------------- | ---------------------------- | -------------------------------- |
| 1                            | 雙坑                         | 專線小巴48、68線                 |
| 2                            | 單坑                         | 專線小巴106線                    |
| 3                            | 雙坑                         | 過海隧道巴士107線                |
| 4                            | 三坑                         | 九龍巴士74B線 過海隧道巴士606X線 |

## 外部連結
- 九巴（页面存档备份，存于）
- 九龍灣（企業廣場）總站 （页面存档备份，存于），城巴／新巴